# محمد أبو تريكة
محمد محمد محمد أبو تريكة (مواليد 7 نوفمبر 1978) لاعب كرة قدم دولي مصري سابق، كان يلعب في مركز خط وسط مهاجم ومركز المهاجم الثاني. يتميز بكونه لاعب صانع ألعاب ويساهم في الهجوم وإحراز الأهداف، بالإضافة إلى اللمسات السحرية ومهارات المراوغة والاختراق، حيث شُبِّهَ أسلوب لعبه باللاعب الفرنسي الشهير زين الدين زيدان. بدأ حياته الكروية باللعب مع نادي الترسانة ناشئًا ثم انتقل إلى الفريق الأول للنادي واستطاع الصعود به إلى الدوري الممتاز المصري ولعب معهم 4 مواسم، ثم انتقل إلى النادي الأهلي واستطاع إحراز سلسلة من البطولات والإنجازات المتتالية محلياً وعالمياً، أبرزها برونزية كأس العالم للأندية عام 2006 حيث حقق لقب هدّاف البطولة وقتها، بالإضافة إلى 5 بطولات دوري أبطال إفريقيا أعوام: 2005، 2006، 2008، 2012، 2013، و4 كأس السوبر الإفريقي، كما أحرز أيضاً 7 بطولات دوري و3 كؤوس و4 كؤوس سوبر محلية مع النادي الأهلي. وفي عام 2012 انتقل إلى بني ياس على سبيل الإعارة حيث أحرز معهم بطولة الخليج للأندية لكرة القدم ثم عاد مرة أخرى إلى الأهلي عام 2013 واستطاع إحراز بطولة دوري أبطال إفريقيا 2013 للمرة الخامسة له مع الأهلي، وبعد انتهاء البطولة أعلن أن بطولة كأس العالم للأندية ستكون آخر المطاف في عالم كرة القدم.
بدأ اللعب الدولي عام 2001 مع المنتخب المصري لكرة القدم وخاض تصفيات كأس العالم لكرة القدم 2006 كلاعب أساسي لأول مرة، ثم بطولة كأس الأمم الإفريقية 2006 حيث بدأ تألقه حينما أحرز هدفين وقام بإحراز الركلة الترجيحية الأخيرة التي ساهمت في فوز المنتخب المصري بالبطولة، ثم الفوز بنفس البطولة عام 2008 للمرة الثانية على التوالي، ثم لعب بطولة كأس العالم للقارات 2009 واستطاع مع فريقه تقديم أداء طيب في البطولة ومنها الفوز على المنتخب الإيطالي بطل العالم وقتها.
حصل أبو تريكة على جائزة الكاف لأفضل لاعب إفريقي داخل القارة 4 مرات وهو صاحب الرقم القياسي لها، ويعد أبو تريكة حتى الآن الهداف التاريخي لدوري أبطال إفريقيا برصيد 33 هدفاً، وكذلك يعد الهداف التاريخي لديربي القاهرة (مباراة القمة) برصيد 13 هدفا، وهو يعد أيضاً واحد من ضمن نادي الفيفا المئوي وواحد من ضمن نادي المئة برصيد 105 أهداف، وفي عام 2014 تم اختيار أبو تريكة من قبل الفيفا ضمن أفضل لاعبي كأس العالم للأندية في تاريخها، وتم اختيار هدفه في هيروشيما كأفضل هدف في تاريخ كأس العالم للأندية، وفي عام 2014 قام الكاف باختيار أبو تريكة كسفير للكرة الإفريقية، وفي يناير 2016 تم تصنيف أبو تريكة ضمن قائمة أساطير كرة القدم من قبل (الاتحاد الدولي لتاريخ وإحصاء كرة القدم)، وفي مايو 2016 تم تكريمه من قبل الفيفا ضمن مجموعة من أساطير كرة القدم في حفل كونغرس الفيفا الـ 66 بالمكسيك.
أحرز أبو تريكة العديد من الألقاب الفردية على المستوى العالمي والإفريقي والمحلي خلال مشواره الكروي، مما جعله واحداً من أبرز اللاعبين في تاريخ الكرة المصرية والإفريقية والعربية وأحد الأساطير في تاريخ النادي الأهلي، قبل أن يعلن رسمياً اعتزاله اللعب في ديسمبر 2013، وبعد اعتزاله عمل أبو تريكة محللاً رياضياً في قنوات بي إن سبورتس منذ فترة كأس العالم 2014 وحتى الآن.

## ميلاده ونشأته

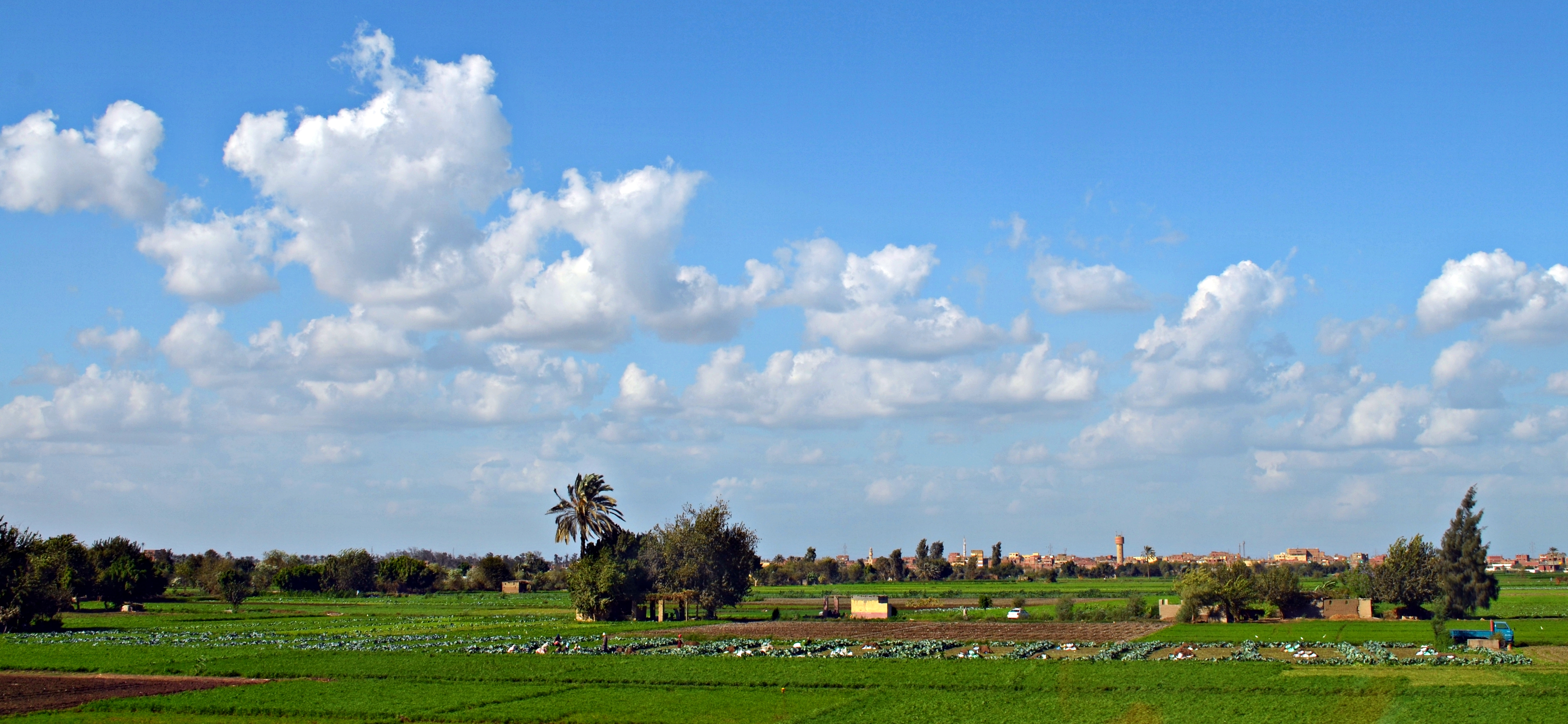
قرية ناهيا، مسقط رأس ومنشأ اللاعب محمد أبو تريكة

وُلد محمد أبو تريكة في 7 نوفمبر 1978 في قرية ناهيا إحدى قرى محافظة الجيزة. نشأ في أسرة متواضعة مع ثلاثة أولاد وبنت واحدة. عمل في صغره كعامل يومية في مصنع للطوب مع عمه وساهم عمله الشاق في تقوية عضلاته وإعداده بدنياً. واستمر في تعليمه حتى تخرج في كلية الآداب قسم التاريخ بجامعة القاهرة، وصف أبو تريكة أن طفولته كانت لها آثار كبيرة في ولعه وشغفه بلعب كرة القدم مع أصدقائه وجيرانه.
بدأ أبو تريكة رحلته في عالم كرة القدم منذ أن كان عمره سبع سنوات حيث كان يلعب بشوارع ناهيا ويشارك في الدورات الرمضانية. ومن خلال أصحابه الذين أدركوا مهارة قدم أبو تريكة، عرف أبو تريكة طريق الأندية والمراكز الشبابية لينتقل إلى مرحلة أخرى من حياته الكروية. وعندما بلغ أبو تريكة 12 عاماً، أرشده صديقه مجدي عابد (حارس مرمي نادي سموحة) إلى الاختبارات الرياضية التي كانت تجري آنذاك في نادي الترسانة، وبالفعل نجح أبو تريكة في كافة الاختبارات وانضم إلى النادي. واستطاع خلال ثلاث سنوات في نادي الترسانة أن يتمكن من الانتقال إلى فريق الدرجة الأولى الممتاز حيث قضى سنتين، ثم انضم إلى النادي الأهلي في أواخر عام 2003.

## مسيرته مع الأندية

### الترسانة
التحق أبو تريكة وهو في سن صغيرة بفريق الناشئين بنادي الترسانة. واستطاع وهو في عمر 17 أن يلتحق بالفريق الأول الذي كان يلعب في دوري القسم الثاني في هذه الفترة. وكان لأبو تريكة دور كبير في صعود الفريق للدوري الممتاز عام 2000 حيث كان هدّاف الفريق لمدة عامين متتاليين وأحرز 23 هدفاً كهداف لدوري المظاليم (دوري القسم الثاني). وفي عام 2000/ 2001 لعب تريكة مع الترسانة في الدوري الممتاز وفي هذا الموسم أحرز 6 أهداف وساهم مع زميله السوري مهند البوشي (مهاجم الترسانة السابق الشهير) لأحد عشر هدفاً وقادا الفريق لاحتلال المركز الحادي عشر مما ضمن لفريقه البقاء في الدوري. في العام التالي موسم 2001/ 2002 أكمل تريكة مسيرة تألقه وأحرز سبعة أهداف وقاد فريقه بنجاح للبقاء في الدوري مرة أخرى. وفي موسم 2002/2003 أحرز 11 هدفاً في الدوري رغم أنه لاعب خط وسط وبدأ وسائل الاعلام تلقي بعض الضوء عليه. وفي موسم 2003/ 2004 استطاع اللاعب في النصف الأول من الموسم أحرز 3 أهداف حتى جاءت اللحظة التاريخية له في موسم الانتقالات الشتوية في يناير 2004 حيث الانتقال إلى النادي الأهلي وانضم أبو تريكة للأهلي مقابل 450 ألف جنيه ليبدأ بعد ذلك رحلته الناجحة مع النادي الأهلي.

### الأهلي
موسم 2003- 2004
في عام 2003، حاولت بعض الأندية مثل إنبي والزمالك التعاقد معه، ولكن رغبته وجهود محمود الخطيب نائب رئيس النادي وقتها ساهمت في انضمام أبو تريكة إلى القلعة الحمراء بعقد لمدة 3 سنوات للنادي الأهلي في موسم 2003 من نادي الترسانة،، وارتدى الرقم 22 وبدأ مشواره الكروي مع النادي الأهلي في مباراة طنطا في كاس مصر والتي شهدت إحرازه لهدفين، كان النادي الأهلي وقتها يعاني من خسائر متكررة في الدوري العام بالإضافة إلى خروجه من بطولة كأس الاتحاد الإفريقي مما دفع إدارة النادي للتعاقد مع المدرب مانويل جوزية ليعود من جديد، كان التعاقد مع لاعبين مثل أبو تريكة ولاعبين آخرين نقطة فاصلة حيث تحسنت نتائج الفريق في هذا الموسم واستطاع تحقيق انتصارات متتالية، ورغم تحسن نتائج النادي في النصف الثاني للموسم إلا أن الفارق كان كبيرا مع نادي الزمالك الذي استطاع ان يحرز بطولة الدوري العام في هذا الموسم، خاض الأهلي مبارياته في كأس مصر وأستطاع ان يصل إلى المباراة النهائية، والتي خسرها امام المقاولون العرب بنتيجة 2-1 ليخرج الأهلي من هذا الموسم بلا أي ألقاب.
موسم 2004- 2005

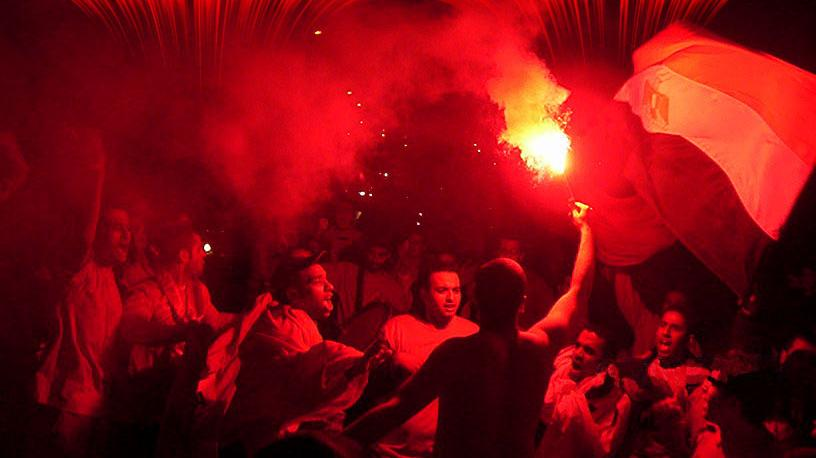
فرحة جمهور الأهلي عقب الفوز بدوري أبطال إفريقيا عام 2005

ومع بداية موسم 2004- 2005، قام النادي الأهلي بإعادة تشكيل فريق كرة القدم تحت إدارة المدرب مانويل جوزيه وتدعيم الفريق بالمزيد من اللاعبين المميزين، حيث قامت الإدارة بالتعاقد مع محمد بركات وعماد النحاس وإسلام الشاطر بالإضافة إلى تصعيد عماد متعب من فرق الناشئين للفريق الأول وكذلك عودة أسامة حسني، تمكنت هذه الكوكبة من صنع تاريخ طويل من الإنجازات مع النادي لسنوات طويلة. ففي موسم 2004/ 2005 تمكن النادي من الفوز بدرع الدوري بعد غياب أربعة مواسم وبفارق قياسي عن إنبي صاحب المركز الثاني حيث بلغ الفارق 31 نقطة واستطاع إنهاء الموسم بدون أي هزيمة وحقق الفريق 17 انتصاراً متتالياً في الدوري في رقم قياسي جديد، كما استطاع أيضاً إحراز بطولة كأس مصر، واستطاع في نفس العام أن يفوز ببطولة دوري أبطال إفريقيا 2005 أمام النجم الساحلي بنتيجة 3- 0 حيث ساهم أبو تريكة في إحراز الهدف الأول للمباراة، ولعب النادي الأهلي في كأس العالم للأندية باليابان لأول مرة في تاريخه. وتمكن الفريق أيضاً من إحراز كأس السوبر الإفريقي
موسم 2005- 2006

لحظة تسجيل أبو تريكة لهدفه التاريخي امام الصفاقسي في نهائي دوري أبطال إفريقيا 2006

في موسم 2005- 2006 استطاع النادي الأهلي أن يحافظ على لقب بطولة الدوري بالإضافة إلى إحراز كأس مصر وكأس السوبر المصري. وفي عام 2006 كان أبو تريكة على موعد مع أبرز اللحظات في مسيرته وتاريخه الكروي، ففي مباراة العودة في نهائي دوري أبطال إفريقيا 2006 مع نادي الصفاقسي التونسي، وبعد انتهاء مباراة الذهاب بنتيجة 1-1 مما جعلها نتيجة إيجابية لصالح الصفاقسي تجعله فائزاً إذا انتهت مباراة العودة بالتعادل السلبي، وكانت المباراة تسير إلى مطافها الأخير وكان النادي الصفاقسي يقترب من إحراز لقبه الأول، إلا أن أبو تريكة استطاع أن يحرز هدفاً قاتلاً في الدقيقة 91 قبل انتهاء المباراة بأربعة دقائق مما ساهم في فوز النادي الأهلي بالبطولة للمرة الثانية، وحصل في هذه البطولة على لقب هدّاف البطولة. وبعد التأهل إلى كأس العالم للأندية ساهم أبو تريكة مع ناديه في إحراز المركز الثالث والميدالية البرونزية بعد أن توج كهداف للبطولة برصيد 3 أهداف. شهد أبو تريكة أيضاً في نفس العام إحراز كأس السوبر الإفريقي ليتمكن مع ناديه في هذا الموسم من إحراز الخماسية، حيث أحرز النادي الأهلي 5 من أصل 6 بطولات لعبها خلال الموسم، وحصد أبو تريكة لأول مرة عام 2006 جائزة الكاف لأفضل لاعب داخل القارة (كانت تحمل اسم أفضل لاعب على مستوى الأندية قبل ان يتم تغيير اسمها عام 2008).
موسم 2006- 2007
شهد هذا الموسم إحراز النادي الأهلي لألقاب: الدوري العام المصري وكأس مصر وكأس السوبر المصري على التوالي. ولكن بعد أن وصل أبو تريكة مع ناديه في هذا العام إلى نهائي دوري أبطال إفريقيا للمرة الثالثة على التوالي، خسر النهائي بنتيجة 4-2 (بمجموع المباراتين) أمام النجم الساحلي.
موسم 2006- 2008
شهد هذا الموسم إحراز بطولة الدوري للمرة الرابعة على التوالي وكأس السوبر، واستطاع الأهلي الوصول إلى المباراة النهائية وإحراز بطولة دوري أبطال إفريقيا للمرة السادسة في تاريخه بعد تغلبه على نادي القطن الكاميروني 4-2 في مجموع المباراتين. وتأهل إلى بطولة العالم للأندية واحتل معهم المركز الخامس في البطولة، ثم استطاع إحراز كأس السوبر الإفريقي للمرة الرابعة في تاريخ النادي الأهلي.
موسم 2008- 2010

تكريم اللاعب كأفضل لاعب إفريقي داخل القارة عام 2012

شهد المواسم: 2008 - 2009 و2009 - 2010 إحراز النادي الأهلي لـ 3 بطولات الدوري العام للمرة السابعة على التوالي و37 في تاريخ النادي الأهلي وكأس السوبر المصري 2010، لكن بدون أي نتائج جيدة على المستوى الإفريقي حيث خرج من بطولة دوري أبطال إفريقيا من دور الستة عشر، وفي البطولة التالية وصل إلى نصف نهائي البطولة ولكنه خسر المباراة ولم يتأهل.
موسم 2010- 2011
لعب أبو تريكة في هذا الموسم مع ناديه في مسابقة الدوري العام 15 مباراة وكان في المركز الثاني، قبل أن يتوقف الدوري العام في يناير 2011 بسبب أحداث ثورة 25 يناير والتي تلاها إلغاء بطولة الدوري والكأس. وشهدت أيضاً هذه الفترة توقف النشاط الرياضي في مصر لهذا الموسم.
موسم 2011- 2012
استأنفت بطولة الدوري العام في موسمها الجديد أواخر عام 2011، ولكن في 1 فبراير 2012 وأثناء مباراة ناديه مع المصري نشبت أحداث ستاد بورسعيد والتي توقف بعدها نشاط كرة القدم تماماً وإلغاء البطولات المحلية، وكانت هذه الأحداث لها تأثير سلبي على اللاعب، وعقب ذلك استأنف النادي الأهلي بطولة دوري أبطال إفريقيا والتي استطاع النادي الأهلي رغم ظروفه السيئة هذا الموسم إحراز البطولة للمرة السابعة في تاريخه. وبعدها لعب في بطولة كأس العالم للأندية للمرة الرابعة في تاريخه وتمكن من الفوز في المباراة الأولى قبل أن يخسر مباراته الثانية، واستطاع أن يحرز المركز الرابع في هذه البطولة.
استطاع أبو تريكة خلال 7 مواسم له منذ التحاقه بالنادي الأهلي أن يحقق إنجازات قياسية عديدة، فحصل معه على بطولة الدوري سبع مرات والكأس المصري ثلاث مرات وكأس السوبر المصري 4 مرات ودوري رابطة الأبطال الإفريقية خمس مرات وكأس السوبر الإفريقي 3 مرات والوصول لكأس العالم للأندية 5 مرات (رقم قياسي).

### بني ياس (إعارة)
كانت أحداث ستاد بورسعيد الدموية في 1 فبراير 2012 لها تأثير نفسي سيئ على أبو تريكة، بالإضافة إلى توقف نشاط كرة القدم تماماً في مصر دون إشعار آخر. ساهمت تلك الأجواء في إعراب اللاعب عن نيته في خوض تجربة احترافية خارج مصر. وأعلنت إدارة النادي الأهلي عن موافقتها المبدئية لتلبية رغبة اللاعب بشرط وجود عروض مناسبة. تقدم نادي بني ياس بعرض للتعاقد مع اللاعب على سبيل الإعارة لمدة 6 أشهر بصفقة بلغت نحو مليون و300 ألف دولار مقسمة بين اللاعب والنادي بعد أن رفضت إدارة الأهلي الاستغناء عن اللاعب. وتمت الموافق عليها وإتمام الصفقة في موسم الانتقالات الشتوية في يناير 2013.
كانت تجربة بني ياس رغم قصرها ناجحة ومثمرة بكل المقاييس، استطاع أبو تريكة من إحراز 4 أهداف خلال 12 مباراة، حيث استطاع مع ناديه احتلال المركز الرابع في دوري المحترفين الإماراتي في موسم 2012/ 2013 مما يؤهله للعب في دوري أبطال آسيا الموسم التالي. بالإضافة إلى تألقه في بطولة كأس الخليج للأندية حيث قاد الفريق للوصول إلى المربع الذهبي وتمكن من إحراز هدفاً قاتلاً في مباراة العودة نصف النهائي مع نجران في الدقيقة 95 من المباراة ليفوز بمجموع المباراتين 2-1. ثم استطاع أن يحرز هدفاً ويصنع آخر في مباراة الإياب لنهائي البطولة مع نادي الخور القطري ليفوز بمجموع المباراتين 3-1 ويتوج فريق بني ياس بالبطولة لأول مرة في تاريخه. وفي نهاية الموسم ومع انتهاء تعاقده، أعلن اللاعب عن رغبته في العودة إلى صفوف النادي الأهلي.

### الأهلي (عودة)

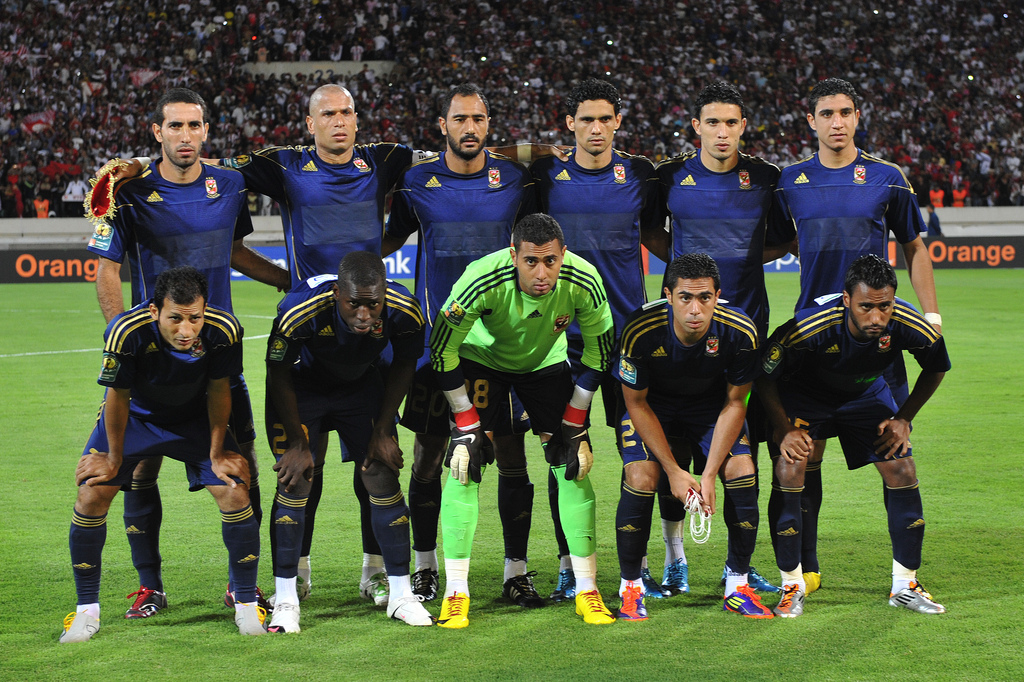
أبو تريكة مع النادي الأهلي عام 2011

في نهاية شهر مايو 2013، عاد أبو تريكة إلى النادي الأهلي بعد انتهاء فترة إعارته وشهدت تلك الفترة بتحقيق نتائج جيدة له، حيث استطاع أن يتصدر مع ناديه قمة مجموعته برصيد 39 نقطة ويتأهل إلى المربع الذهبي، ولكن تم إلغاء البطولة نتيجة للظروف السياسية للبلاد وقتها. أما على المستوي الإفريقي، استطاع أبو تريكة أن يقود فريقه في بطولة دوري أبطال إفريقيا لتصدر مجموعته في دور الثمانية، ثم الفوز على القطن الكاميروني بركلات الترجيح 7-6 ثم إحراز البطولة الثامنة لناديه والرابعة له بعد الفوز في المباراة النهائية 3-1 (مجموع المباراتين) على أورلاندو الجنوب إفريقي. شهدت هذه المباراة رفض اللاعب تسلم الميدالية لعدم رغبته في مصافحة وزير الرياضة لكونه تابع «للحكومة الانقلابية» على حد وصفه. وأسفرت مباراة العودة عن إحراز أبو تريكة للهدف الأول ليرفع رصيده في هذه البطولة إلى 5 أهداف يحتل بها المركز الثالث في قائمة هدافي البطولة، ويصبح هدّاف النادي الأهلي في البطولات الإفريقية على مدار تاريخه برصيد 33 هدفاً.
وفي نوفمبر 2013، أعلن أبو تريكة عن رغبته في اعتزال كرة القدم، ولكن بعد محاولات من جانب إدارة النادي الأهلي استطاعوا أن يقنعوه أن يعدل عن قراره ويعتزل بعد كأس العالم للأندية. لعب أبو تريكة أول مباراة ضد نادي غوانغجو إفرغراند ولكن فريقه مني بالخسارة 2-1، وتعرض اللاعب إلى إصابة منعته من لعب المباراة التالية. لتنتهي بذلك مسيرته في عالم كرة القدم.

## على المستوى الدولي

### منتخب مصر الوطني

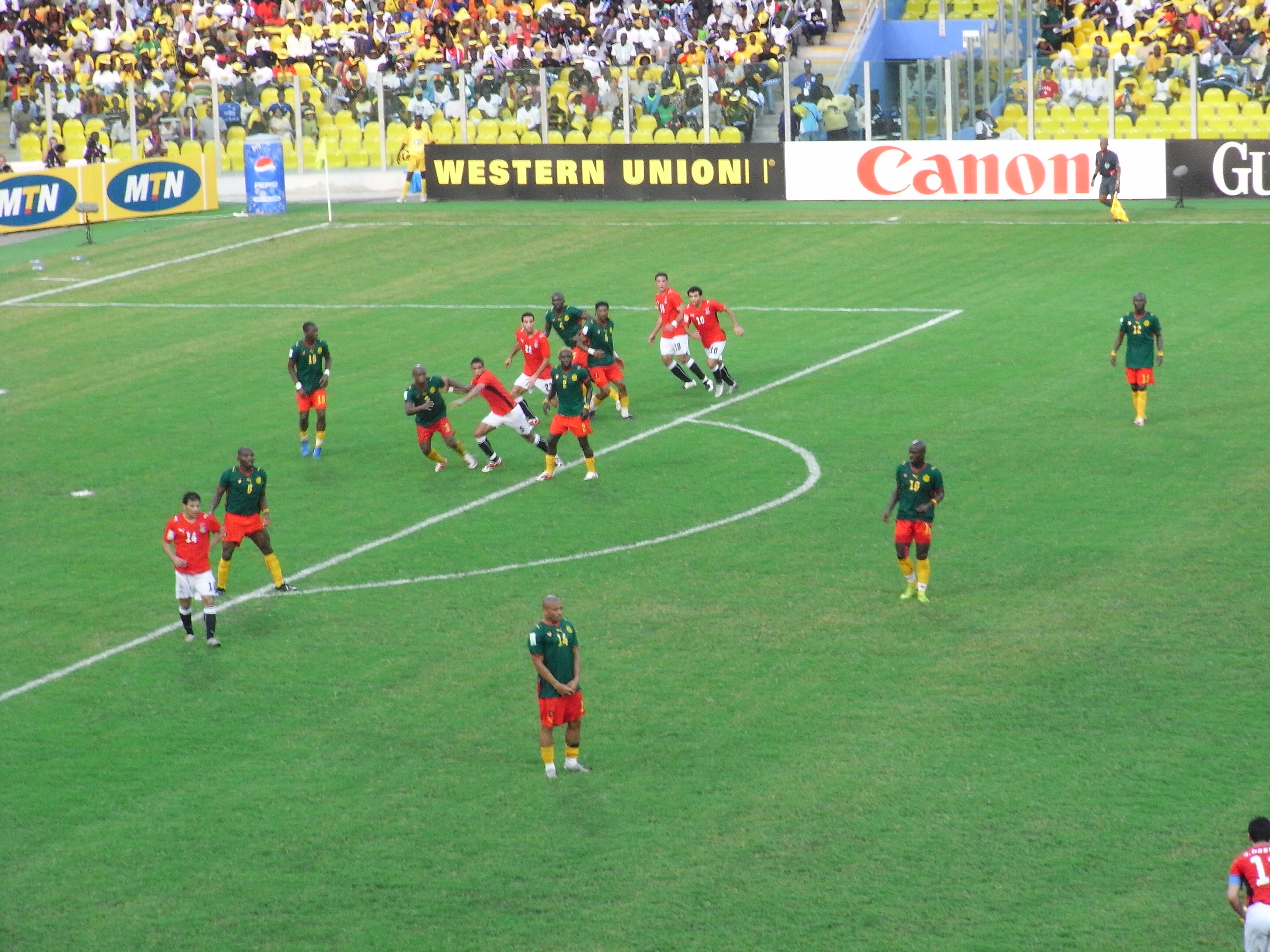
صورة من المباراة النهائية لكأس الأمم الإفريقية 2008 مع الكاميرون والتي فازت فيها مصر بالبطولة.

في عام 2001 كان أول انضمام لأبو تريكة للمنتخب المصري تحت قيادة محمود الجوهري ولعب كبديل في عدة مباريات، ثم انضم مجدداً للمنتخب في يوم 31 مارس 2004 بلقاء ودي أمام ترينداد وتوباجو أقيم بالمقاولون العرب وفاز المنتخب 2 /1، وبعدها قام ماركو تارديلي المدير الفني للمنتخب المصري آنذاك بضمه إلى التشكيلة كلاعب أساسي التي ستخوض تصفيات كأس العالم 2006 واستطاع إحراز 3 أهداف في تلك التصفيات.
وبعدها خاض بطولة كأس الأمم الإفريقية عام 2006 والتي لعب فيها دورا هاما، حيث استطاع إحراز هدفين في البطولة كما ساهم في صناعة هدف الفوز في نصف نهائي البطولة أمام السنغال بالإضافة إلى إحرازه ضربة الترجيح الأخيرة والتي أعلنت فوز مصر بكأس أمم إفريقيا 2006 للمرة الخامسة في تاريخها، شارك أبو تريكة أيضاً في بطولة أمم إفريقيا 2008 وساهم في إحراز البطولة للمرة الثانية على التوالي بعد مشاركة قوية له، فقد استطاع أن يحرز 4 أهداف احتل بها المركز الثاني في قائمة الهدافين منها هدفه الهام الذي أحرزه في المباراة النهائية أمام الكاميرون بعد عرضية من محمد زيدان، واختير أبو تريكة ضمن تشكيلة فريق أفضل اللاعبين في البطولة. كما ساهمت إنجازاته مع المنتخب والنادي الأهلي ليقوم الكاف بترشيحه ضمن القائمة النهائية لجائزة أفضل لاعب في إفريقيا 2008 والتي نال فيها المركز الثاني ونال أيضاً جائزة أفضل لاعب إفريقي (داخل القارة).
شارك محمد أبو تريكة في تصفيات كأس العالم 2010 وساهم فيها بشكل فعال بعد أن أحرز فيها 4 أهداف. ولكن فشل أبو تريكة مع المنتخب المصري في التأهل للبطولة بعد الخسارة أمام المنتخب الجزائري 1-0 في المباراة الفاصلة. في نفس العام شارك أبو تريكة مع المنتخب المصري في بطولة كأس العالم للقارات 2009 والتي أقيمت في جنوب إفريقيا وشهدت أداء قوي للمنتخب المصري بشكل عام ولأبو تريكة بشكل خاص. حيث استطاع المنتخب المصري إحراز 3 أهداف منهم هدفين من صناعة أبو تريكة والتمكن من التعادل قبل أن يخسر في الدقائق الأخيرة. ثم استطاع الفوز على المنتخب الإيطالي (بطل العالم وقتها) 1-0 بهدف صنعه أبو تريكة من ضربة ركنية، قبل أن يخسر من منتخب الولايات المتحدة في الجولة الثالثة ويودع البطولة.
تعرض أبو تريكة في أواخر عام 2009 إلى إصابة منعته من المشاركة في بطولة أمم إفريقيا 2010 بأنجولا، والتي استطاع فيها المنتخب المصري أن يحرز البطولة للمرة الثالثة على التوالي والسابعة في تاريخه. شارك بعدها أبو تريكة في تصفيات أمم إفريقيا 2012 و2013 والتي لم يستطع فيها المنتخب المصري التأهل إلى البطولة. وفي عام 2013 شارك أبو تريكة في تصفيات كأس العالم لكرة القدم 2014 والتي ظهر فيها بمستوي رائع حيث أحرز فيها 3 أهداف جعله يتربع على عرش هدافي المنتخب المصري في تصفيات كأس العالم برصيد 11 هدفاً كما استطاع مع فريقه الفوز بـ 6 مباريات متتالية أحرز بها العلامة الكاملة وتصدر مجموعته، ولكن تعرض المنتخب المصري بعدها إلى خسارة فادحة بـ 6 أهداف مقابل هدف في لقاء الذهاب مع غانا في مباراة الذهاب مما جعل مهمة المنتخب المصري شبه مستحيلة. وفشل المنتخب المصري في التأهل بعد خسارته لمجموع اللقاءين مما بدد آمال اللاعب في فرصته الأخيرة للمشاركة في كأس العالم، والتي تعد هي البطولة الوحيدة في تاريخه التي لم يلعب فيها.
شارك أبو تريكة أيضاً مع المنتخب المصري في العديد من المباريات الودية مثل: بلجيكا وفرنسا والسعودية والبرتغال والإمارات وإسبانيا وأورجواي والسويد واليابان والبرازيل وإنجلترا وتشيلي، وقد بلغت عدد مبارياته الدولية 100 مباراة أحرز فيها 38 هدفاً

### منتخب مصر الأوليمبي

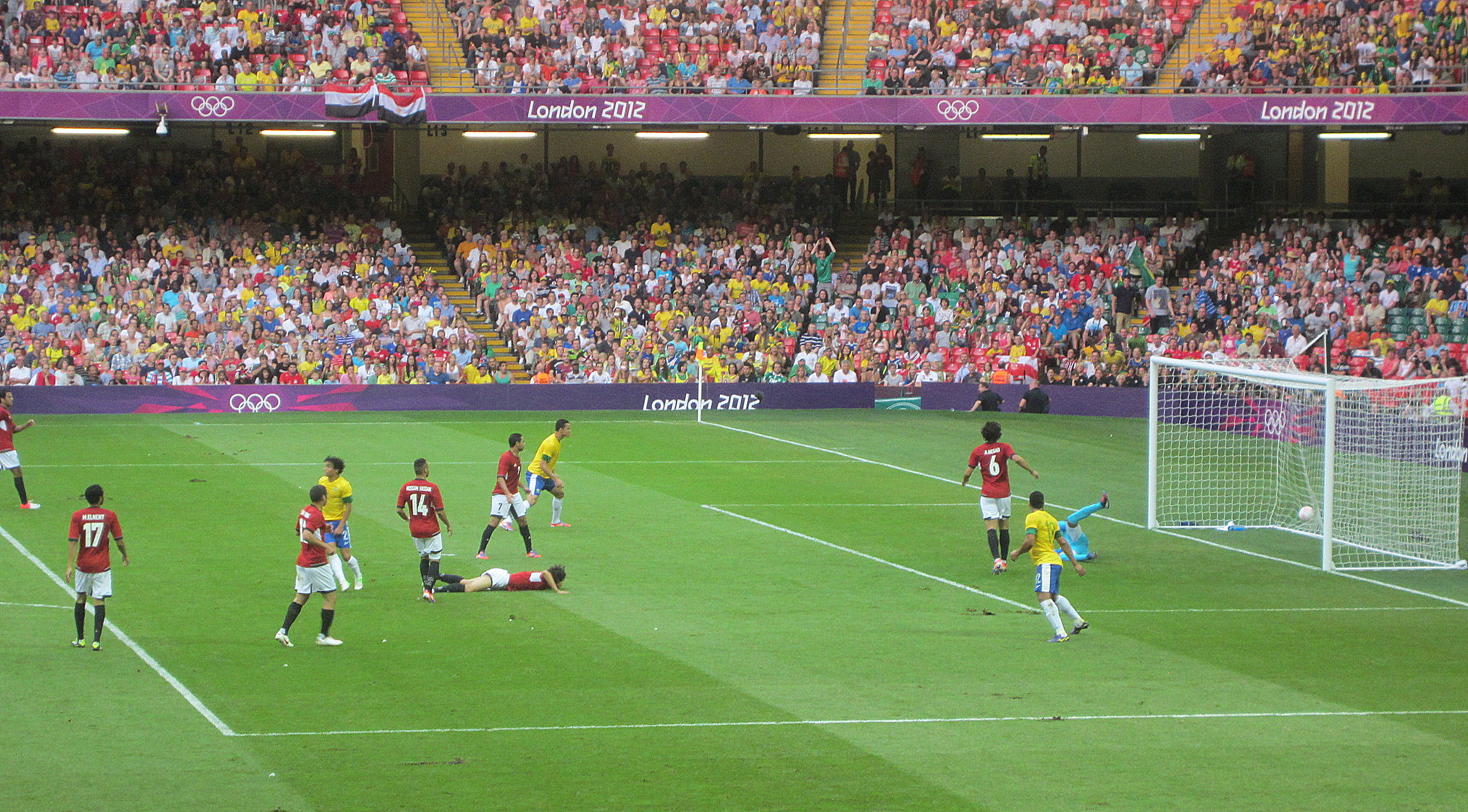
صورة من مباراة البرازيل ومصر في أولمبياد لندن 2012

انضم أبو تريكة للمنتخب الأولمبي عام 1999 تحت قيادة المدرب حلمي طولان في ظل تصفيات دورة الألعاب الأولمبية سيدني 2000، ولكنه لم يشارك بشكل أساسي. 
 وبعد 13 عاماً، قام المدرب هاني رمزي باستدعاء أبو تريكة ومتعب وأحمد فتحي للمشاركة في دورة الألعاب الأولمبية لندن 2012.  كان المنتخب المصري قد فاز على بيلاروسيا وتعادل مع نيوزيلاندا وخسر من البرازيل ليحصد 4 نقاط يتأهل بهم إلى دور الثمانية، قبل أن يخسر المباراة أمام اليابان 3- 0. استطاع أبو تريكة في هذه الدورة أن يحرز هدفين في مباراتي البرازيل وبيلا روسيا.

### منتخب مصر العسكري
شارك أبو تريكة مع منتخب مصر العسكري عام 2005 ولعب في بطولة أمم إفريقيا العسكرية في نفس العام، واستطاع أبو تريكة مع فريقة الفوز بالبطولة والتأهل إلى كأس العالم العسكرية لكرة القدم.

## اعتزاله
عقب أحداث ستاد بورسعيد الدموية في فبراير 2012، أعلن اللاعب وقتها اعتزاله لكرة القدم بالإضافة لاعبين آخرين هم: محمد بركات وعماد متعب، ولكنها بعد مرور أسابيع على الحادث، ونظراً لارتباط النادي بمبارياته الإفريقية قرر التراجع عن قرار اعتزاله والانتظام في التدريبات. وفي نوفمبر 2013، وعقب خسارة مصر فرصتها للتأهل إلى كأس العالم 2014 أمام غانا بشكل بدد أمل أبو تريكة في اللعب في كأس العالم بعد أن تجاوز حاجز 34 عاماً، أعلن عن نيته في الاعتزال. مما دفع مسؤولو النادي الأهلي عن محاولاتهم مع محمد أبو تريكة مهاجم النادي الأهلي لإقناعه بالتراجع عن قراره بالاعتزال، وبعد محاولات قرر اللاعب أن تكون بطولة كأس العالم للأندية لكرة القدم 2013 بالمغرب هي نهاية مشوراه الاحترافي في كرة القدم. واعتزل في مساء يوم 18 من ديسمبر 2013.
وفي يناير 2014، أعلن الاتحاد الإفريقي لكرة القدم عن فوز اللاعب بجائزة أفضل لاعب في إفريقيا (داخل القارة) ليصبح أول لاعب كرة قدم يحصل على جائزة رسمية (غير شرفية) بعد اعتزاله، وتسلم الجائزة في لاجوس 9 يناير 2014.
عقب اعتزاله قرر وقتها أن يخوض مجال العمل الإداري في كرة القدم بعيداً عن التدريب والإعلام، وقام بالسفر إلى أوروبا للحصول على دورة تدريبية في الإدارة وخضع للدراسة والتدريب في ألمانيا ولكنه لم يستمر طويلاً.

## عمله محللًا رياضيًّا
قبل انطلاق كأس العالم 2014 أعلنت قنوات بي إن سبورتس عن التعاقد مع اللاعب أبو تريكة ليكون ضمن فريق التحليل لمباريات كأس العالم، واستمر أبو تريكة بعدها محللًا رياضيًّا حيث شارك في تحليل العديد من البطولات الكبرى حتى الآن، واشتهر حالياً بكونه ضمن فريق التحليل لدوري أبطال أوروبا والدوري الإسباني والدوري الإنجليزي الممتاز والدوري الإيطالي.

## حياته الشخصية

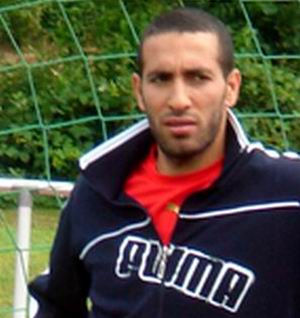
اللاعب محمد أبو تريكة عام 2008

### أسرته
نشأ أبو تريكة في أسرة متواضعة بقرية ناهيا بمحافظة الجيزة، وتخرج من كلية الآداب قسم التاريخ بجامعة القاهرة وتزوج من زميلته في الجامعة (سمية) في عام 2002، ويقيم حالياً في قطر ولديه طفلين توأم سيف وأحمد ورؤى ومودة وسدرة.

### أخلاقياته
تميز اللاعب محمد أبو تريكة بالأخلاقيات العالية في علاقاته مع الآخرين داخل وخارج الملعب، كما عرف عن أبو تريكة التزامه الديني، بالإضافة إلى التزامه بقواعد وأخلاقيات اللعب على أرضية المباراة، لم يحصل أبو تريكة على بطاقة حمراء طوال تاريخه في كرة القدم. كما أشاد الكثيرون بتواضع اللاعب مع الآخرين: حيث قام اللاعب مع ناديه في إحدى المباريات الإفريقية قبل انطلاق المباراة بالانحناء وربط حذاء الطفل المرافق له بنفسه قبل انطلاق المباراة، وفي مباراة فريقه في كأس الإمارات مع نادي العين الإماراتي قام اللاعب بتبديل قميصه مع اللاعب الصاعد عمر عبد الرحمن وأشاد الأخير بهذا الموقف المتواضع له. 
وكان للاعب في حياته العديد من المواقف النبيلة مثل: تضامنه مع حصار غزة عام 2008. وقميص (فداك يا رسول الله) أثناء إعادة نشر الرسوم الدنماركية المسيئة عام 2008. بالإضافة إلى قيامه بالسفر إلى الجزائر عام 2010 كمبادرة صلح بين الشعبين المصري والجزائري عقب أحداث أم درمان وأعلن عن دعمه وتشجيعه للمنتخب الجزائري في بطولة كأس العالم في جنوب إفريقيا.

### مناصب
اُختير أبو تريكة سفيرا لبرنامج الأغذية العالمي للأمم المتحدة لمحاربة الفقر.
وقام أبو تريكة بتصوير إعلان إنساني تليفزيوني مدته ثلاثين ثانية يركز على مأساة وفاة حوالي 25 ألف شخص يوميا من الجوع، منهم 18 ألف طفل. ويعلق أبو تريكة عن هذا الإعلان الإنساني قائلاً أنه انتابه إحساس أثناء تصوير الإعلان برغبة عارمة لمساعدة هؤلاء المحتاجين بقدر الإمكان، كما أعرب عن استعداده التام لزيارة أي بلد إفريقي ليوجه رسالة إلى باقي نجوم الرياضة عن محنة ومعاناة ملايين الأشخاص من الفقر والجوع.

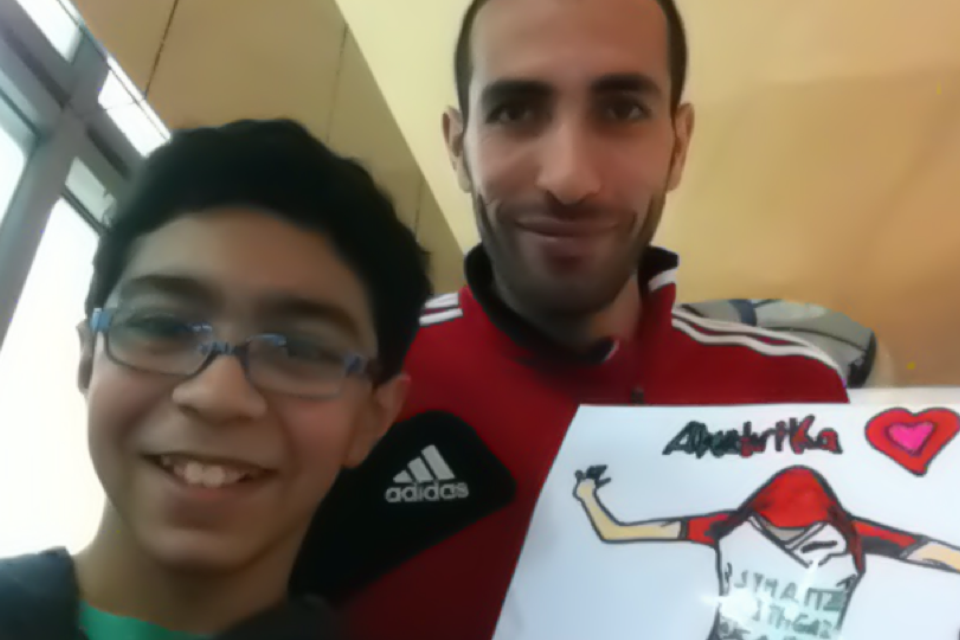
صورة أبو تريكة مع أحد الأطفال من معجبيه 2013 بعد ان رسم له صورة بفانلة غزة الشهيرة

وفي عام 2014 وبعد اعتزاله، قام الاتحاد الإفريقي لكرة القدم (الكاف) باختيار اللاعب السابق أبو تريكة واللاعب المالي السابق فريدريك كانوتيه كسفراء للكرة الإفريقية تقديرا لمسيرتهما الرائعة في ملاعب كرة القدم، كما تم اختياره ضمن القائمين بسحب قرعة كأس الأمم الإفريقية 2015.

### أعمال خيرية
في عام 2005 انضم أبو تريكة إلى اللاعب البرازيلي رونالدو واللاعب الفرنسي زين الدين زيدان إضافة إلى 40 من نجوم الكرة العالمية في «مباراة ضد الفقر» من أجل جمع التبرعات والتوعية بمحاربة الفقر في شتي أنحاء العالم. عقدت المباراة الإنسانية في ديسمبر بمدينة دوسلدورف الألمانية، بدعم من الاتحاد الدولي لكرة القدم وبرعاية برنامج الأمم المتحدة للتنمية PNUD.
كما كان لأبو تريكة العديد من المساهمات الخيرية الأخرى، مثل تبرعه لأنشاء مسجد في كوماسي في غانا عام 2008 وقام بافتتاحه عام 2013، وأيضا مسجد في رواندا عام 2009، كما قام بالتبرع لصالح أسر ضحايا مذبحة بورسعيد عام 2012، وقام رجل الأعمال المصري نجيب ساويرس بمنح اللاعب مكافأة تقدر بمليون جنية عام 2013 تقديراً لإنجازاته، إلا أن أبو تريكة قام بالتبرع بهذا الشيك لصالح الجمعيات الخيرية.

### مؤلفات
في ديسمبر 2013 صرح اللاعب في إحدى اللقاءات التلفزيونية عن إصدار كتاب يحكي فيه قصته مع كرة القدم منذ أن بدأ ناشئاً بنادي الترسانة وحتى وصوله للنادي الأهلي ومسيرته معه. بالإضافة إلى تفاصيل المحطات المهمة في حياته، وقال أن هذه الفكرة جاء من خلال اقتراح أحد أصدقاءه المقربين، وقال أنه رحب بالفكرة لكونها فرصة لعدد كبير من الناشئين أن يتعرفوا على مسيرته الكروية، ولكن لم يعلن عن موعد بدء العمل في الكتاب أو موعد إصداره.

## أحداث شهيرة

### سر الرقم 22
يعد رقم 22 رقماً مميزاً اشتهر به أبو تريكة خلاله مسيرته في كرة القدم. سر اختياره لهذ الرقم يرجع إلى أنه عندما وقع العقد مع النادي الأهلي قبل ثلاث سنوات، سافر إلى السعودية لأداء العمرة، وذهب للمسجد النبوي وفي أثناء خروجه من الباب وجد مكتوباً عليه رقم 22، فعندما عاد طلب من إدارة النادي إعطاءه القميص رقم 22.

### حادثة تعاطفاً مع غزة

صورة قميص تعاطفا مع غزة أثناء المباراة

في يوم الأحد 27 يناير 2008 خلال مباراة المنتخب المصري ونظيره السوداني، التي انتهت بفوز المنتخب المصري 3/صفر، كشف محمد أبو تريكة عن الشعار المكتوب على ملابسه تحت قميص اللعب عند تسجيله الهدف الثاني والذي تألف من عبارة «تعاطفاً مع غزة» وذلك في الجولة الثانية من مباريات المجموعة الثالثة في الدور الأول لبطولة كأس الأمم الإفريقية لكرة القدم 2008.
وأشهر الحكم البنيني كوفي كودجا الذي أدار اللقاء البطاقة الصفراء في وجه اللاعب بعد هذا التصرف. وذكر الكاف أنه حذر اللاعب لأن ذلك ضد قواعد ولوائح الفيفا.. وكان اللاعب معرضا بالإيقاف من قبل الكاف بسبب لوائح الاتحاد الدولي لكرة القدم (فيفا) والتي تدين استغلال مباريات الكرة في أغراض أو أهداف سياسية أو عنصرية.
ولم يتخذ الكاف أي عقوبات ضد اللاعب بعد مجموعة من الرسائل الإلكترونية التي وصلت إلى الكاف من قبل الصحفيين ووسائل الإعلام المتابعة للبطولة والتي تعلن تعاطفها مع اللاعب.
وكانت شائعات قد ترددت بأن شركة جوجل قامت بحذف هذه الصورة من نتائج البحث الصوري الخاص بها استجابة لضغوط إسرائيلية، وردت جوجل أن الصورة موجودة الآن في موقعها للبحث عن الصور ويمكن الحصول على عدة نسخ منها عند كتابة Aboutrika أو Aboutrika Gaza، ووضح البيان الصادر من الشركة أن سبب تأخر ظهور الصورة على شاشات البحث هو حاجة برنامج غوغلبوت لفترة قبل أن يقوم بالزحف إلى الصور الجديدة وفهرستها.
تم بيع القميص في مزاد خيري لصالح صندوق توفير الدواء لأبناء غزة إقامته لجنة الإغاثة الإسلامية بنقابة أطباء مصر مقابل 1500 جنيه. ذكر أبو تريكة أن السبب الذي دعاه لهذا هو أن: «الحصار الجائر الذي كان يتعرض له الشعب الفلسطيني في غزة أثار ألما شديدا في نفسه، وجعله يبحث عن أي وسيلة يساعده بها».

### حادثة ستاد بورسعيد

صورة داخل الملعب أثناء حادث ستاد بورسعيد عام 2012

تأثر اللاعب كثيراً بحادثة بورسعيد الدامية التي راح ضحيتها 72 مشجع من جمهور النادي الأهلي وقام بعض المشجعين بمطارده لاعبي الأهلي حتى غرفة تغيير الملابس. أثر الحادث أيضاً بشكل سلبي على اللاعب حيث لفظ أحد المشجعين أنفاسه الأخيرة بين يدى اللاعب. حرص تريكة بعد الحادثة على زيارة أهالي شهداء المذبحة ومساعدتهم معنوياً ومالياً. وأخد اللاعب على نفسه وعداً بعدم اللعب في أي بطولة مصرية محلية لحين استكمال محاكمة جناة حادثة بورسعيد والقصاص الكامل منهم.
كان لرفض تريكة المشاركة في مباراة كأس السوبر المصري ردود فعل كثيرة من قبل إدارة النادي الأهلي والإعلام المصري حيث شن الإعلام المصري هجوماً على اللاعب بسبب قراره وطالب الإعلام إدارة النادي بتوقيع أقصى عقوبة على اللاعب، ولكن إدارة النادي اكتفت بتوقيع عقوبة مالية على اللاعب وحرمانه من ارتداء شارة القائد. اتصل تريكة بزملائه وأعضاء الفريق لتقديم الاعتذار الرسمي لهم عما قد سببه لهم من ضغوط بسبب هذا القرار. وقد صرح تريكة بعدم شعوره بالندم عن اتخاذ هذا القرار وأنه لو عاد الزمن به مرة أخرى لاتخذ نفس القرار.

### التحفظ على أمواله وإلغاء التحفظ
في أعقاب الانقلاب العسكري في مصر عام 2013، صدر قرار لجنة التحفظ وإدارة أموال جماعة الإخوان المسلمين يوم 31 مايو 2015 بالتحفظ على أموال أبو تريكة، برغم عدم صدور أي اتهام قضائي مباشر ضده. وفي 21 يونيو 2016 أصدرت محكمة القضاء الإداري حكما بإلغاء قرار التحفظ وكل ما ترتب عليه من آثار.

### الإدراج على قوائم الإرهاب
في مارس 2021، أيدت محكمة النقض المصرية إدراج محمد أبو تريكة و1528 آخرين على قوائم الإرهاب بشكل نهائي لمدة خمس سنوات تنتهي في مايو 2023، وفي أبريل 2023، قررت محكمة جنايات القاهرة مد إدراج أبو تريكة و1525 على قوائم إدراج الكيانات الإرهابية والإرهابيين المحلية عملاً بقرار مجلس الأمن رقم 1373 بناءً على طلب من النيابة العامة المصرية حتى 2028.

## الإنجازات

### مع المنتخبات
مع منتخب مصر
- بطولة كأس الأمم الإفريقية 2006.[129]
- بطولة كأس الأمم الإفريقية 2008.[83]
- دورة حوض وادي النيل 2011.[130]

مع المنتخب العسكري

صورة تتويج المنتخب المصري بكأس الامم الإفريقية عام 2006

- كأس الأمم الإفريقية العسكرية 2005.[131]

### مع الأندية
مع النادي الأهلي
- كأس العالم للأندية 2006 (المركز الثالث)
- دوري أبطال إفريقيا: (2005)، (2006)، (2008)، (2012)، (2013).
- الدوري المصري الممتاز: (2004–2005)، (2005–2006)، (2006–2007)، (2007–2008)، (2008–2009)، (2009–2010)، (2010–2011).
- كأس مصر: (2006)، (2007).
- كأس السوبر الإفريقي: (2006)، (2007)، (2009)، (2013).
- كأس السوبر المصري: (2005)، (2006)، (2007)، (2008)، (2010)، (2012)[ج].

مع نادي بني ياس
- كأس الخليج للأندية 2013.[133]

### الجوائز الشخصية
رسمية
- جائزة هيئة الإذاعة البريطانية (بي بي سي) لأفضل لاعب كرة قدم في إفريقيا لعام 2008.[136][137]
- جائزة الكاف لأفضل لاعب داخل قارة إفريقيا: (2006، 2008، 2012، 2013).[د][32][ه]
- جائزة الأسد الذهبي لأفضل لاعب إفريقي لعام 2008.[138]
- أفضل لاعب في مصر: (2004، 2005، 2006، 2007، 2008).
- هدّاف بطولة كأس العالم للأندية 2006 أحرز 3 أهداف.
- هدّاف بطولة دوري أبطال إفريقيا 2006 أحرز 8 أهداف.

تكريم أبو تريكة ضمن رموز كرة القدم في كونغرس الفيفا 66 في المكسيك، على يساره جياني إنفانتينو رئيس الفيفا

- هدّاف بطولة الدوري المصري الممتاز (2005– 2006) أحرز 18 أهداف.
- هدّاف بطولة كأس مصر (2007) أحرز 4 أهداف.

شرفية
- تم اختياره ضمن أفضل 11 لاعب إفريقي (2006، 2008، 2012).[137]
- تم اختياره من الفيفا ضمن فريق منتخب القارات في بطولة كأس القارات 2009.[139]
- تم اختياره من الفيفا كأفضل لاعبى بطولة كأس العالم للأندية على مدار تاريخها.[140][141]
- تم اختيار هدفه في مرمى هيروشيما الياباني عام 2012 كأفضل هدف تم تسجيله في بطولة كأس العالم للأندية بناء على تصويت جماهير موقع الفيفا.[142][143]
- اختير كرجل المباراة النهائية لبطولة الأمم الإفريقية 2008.[144]
- انضم إلى «نادي الفيفا المئوي» للاعبين الذين شاركوا بأكثر من 100 مباراة دولية مع منتخباتهم.[145]

## تكريم

### أوسمة مدنية

صورة اللاعب أبو تريكة على غلاف مجلة الهداف بالنسخة الفرنسية عقب تكريمه

في عام 2008 قام الرئيس المصري حسني مبارك بمنح المنتخب المصري لكرة القدم وسام الجمهورية من الطبقة الأولى تكريماً لفوزهم بكأس الأمم الإفريقية للمرة الثانية على التوالي، وكان محمد أبو تريكة ضمن المكرمين بهذا الوسام الرفيع.

### أخرى
- تم تكريمه في مايو 2016 من قبل الفيفا ضمن مجموعة من أساطير كرة القدم في حفل كونغرس الفيفا الـ 66 بالمكسيك.[148][149][150]
- تم تصنيفه في يناير 2016 ضمن قائمة أساطير كرة القدم من قبل (الاتحاد الدولي لتاريخ وإحصاء كرة القدم).[14][151]
- اختير ضمن قائمة أفضل 50 لاعب في العالم 2012 التي يُصدرها موقع جول Goal.[152]
- أفضل لاعب عربي مرتين عامي: 2012 و2013 في استفتاء جريدة «الحدث الرياضي» اللبنانية.[153][154]
- لقب أفضل لاعب إفريقي 2008 في استفتاء جريدة المنتخب المغربية.[155][156]
- لقب أفضل لاعب عربي 2007 و2008 على التوالي في استفتاء جريدة الهداف الجزائرية.[155][156]
- لقب أفضل لاعب عربي 2008 وأفضل لاعب إفريقي لعام 2009 في استفتاء مجلة الهدف الليبية.[155][156]
- لقب أفضل لاعب عربي 2008 في استفتاء مجلة «سوبر» الإماراتية.[155][156]

### تسميات
في عام 2015 أعلنت إدارة الشباب والرياضة الفلسطينية عن إنشاء جدارية أبو تريكة في ملعب اليرموك، تحمل صورته بقميص «تعاطفا مع غزة»، فضلا عن إطلاق اسم أبو تريكة على إحدى ميادين قطاع غزة.

## أرقام قياسية
كهداف
- يعد اللاعب المصري السابع الذي يدخل نادي المئة برصيد 105 هدف.[160]
- اللاعب الأكثر تهديفا في تاريخ بطولة دوري أبطال إفريقيا برصيد 33 هدف.[161]
- اللاعب الثاني على مستوى التهديف لمنتخب مصر في تصفيات كأس العالم لكرة القدم برصيد 12 هدفاً بعد النجم محمد صلاح.
- اللاعب الأكثر تهديفا للنادي الأهلي في البطولات الإفريقية.[162]
- ثاني أكثر لاعب تهديفا في تاريخ لقاءات القمة بين ناديي الأهلي والزمالك برصيد 13 هدفاً.
- احتل المركز العاشر في قائمة هدافي العالم لعام 2008 التي يصدرها الاتحاد الدولي لتاريخ وإحصاءات كرة القدم بعد أن كان في المركز ال22 وذلك بعد أن ارتفع رصيده إلى 11 هدفاً دولياً خلال شهر نوفمبر 2008م.[163]
- ثالث أفضل هدافي بطولة كأس العالم للأندية لكرة القدم بالمشاركة مع ليونيل ميسي والبرازيلي دينيسلون برصيد 4 أهداف.

إحصائياً
- أكثر لاعب شعبية في العالم حسب تصنيف الاتحاد الدولي لتاريخ وإحصاءات كرة القدم (IFFHS) مرتين على التوالي عام 2007م وعام 2008م.[166]
- أكثر لاعب يحصد جائزة الكاف لأفضل لاعب إفريقي داخل القارة - 4 مرات (2006 - 2008 - 2012 - 2013).
- اللاعب الأكثر مشاركة في تاريخ كأس العالم للأندية برصيد 11 مباراة (بالمشاركة مع وائل جمعة).[167]

## إحصائيات اللاعب

### مع الأندية
مصادر
| النادي                   | الموسم                   | الدوري    | الدوري  | الكأس     | الكأس   | دوري أبطال إفريقيا كأس الأندية الخليجية | دوري أبطال إفريقيا كأس الأندية الخليجية | كأس العالم للأندية | كأس العالم للأندية | المجموع   | المجموع |
| النادي                   | الموسم                   | المباريات | الأهداف | المباريات | الأهداف | المباريات                               | الأهداف                                 | المباريات          | الأهداف            | المباريات | الأهداف |
| ------------------------ | ------------------------ | --------- | ------- | --------- | ------- | --------------------------------------- | --------------------------------------- | ------------------ | ------------------ | --------- | ------- |
| الترسانة                 | 01-2000                  | ؟         | 6       | -         | -       | –                                       | –                                       | –                  | –                  | ؟         | 6       |
| الترسانة                 | 02-2001                  | 20        | 8       | -         | -       | –                                       | –                                       | –                  | –                  | 20        | 8       |
| الترسانة                 | 03-2002                  | 22        | 11      | ؟         | ؟       | –                                       | –                                       | –                  | –                  | 22        | 11      |
| الترسانة                 | 2003                     | 10        | 3       | ؟         | ؟       | –                                       | –                                       | –                  | –                  | 10        | 3       |
| المجموع                  | 3 مواسم                  | 52        | 28      | -         | -       | –                                       | –                                       | –                  | –                  | 52        | 28      |
| الأهلي                   | 04-2003                  | 12        | 4       | 5         | 2       | –                                       | –                                       | –                  | –                  | 40        | 6       |
| الأهلي                   | 05-2004                  | 25        | 5       | 7         | 4       | –                                       | –                                       | –                  | –                  | 50        | 9       |
| الأهلي                   | 06-2005                  | 26        | 9       | 2         | 0       | 4                                       | 1                                       | 2                  | 0                  | 47        | 12      |
| الأهلي                   | 07-2006                  | 23        | 17      | 7         | 3       | 1                                       | 3                                       | 3                  | 3                  | 53        | 23      |
| الأهلي                   | 08-2007                  | 25        | 31      | 3         | 3       | 11                                      | 8                                       | –                  | –                  | 49        | 42      |
| الأهلي                   | 09-2008                  | 26        | 18      | 2         | 1       | 4                                       | 4                                       | 2                  | 1                  | 53        | 26      |
| الأهلي                   | 10-2009                  | 25        | 18      | 2         | 1       | 12                                      | 4                                       | –                  | –                  | 53        | 26      |
| الأهلي                   | 11-2010                  | 26        | 18      | 2         | 2       | 12                                      | 4                                       | –                  | –                  | 53        | 26      |
| الأهلي                   | 14-2013                  | 7         | 18      | 2         | 1       | 4                                       | 4                                       | 1                  | 0                  | 53        | 26      |
| الأهلي                   | 11 موسم                  | 196       | 84      | 26        | 13      | 55                                      | 16                                      | 3                  | 4                  | 292       | 118     |
| بني ياس                  | 13-2012                  | 12        | 7       | 0         | 0       | 6                                       | 3                                       | –                  | –                  | 18        | 10      |
| بني ياس                  | 1 موسم                   | 12        | 7       | 0         | 0       | 6                                       | 3                                       | –                  | –                  | 18        | 10      |
| مجموع المسيرة مع الأندية | مجموع المسيرة مع الأندية | 377       | 105     | 26        | 13      | 61                                      | 19                                      | 3                  | 1                  | 354       | 138     |

### مع المنتخب المصري
مصادر
| البطولة                      | السنة    | عدد المباريات | عدد الأهداف |
| ---------------------------- | -------- | ------------- | ----------- |
| تصفيات كأس العالم لكرة القدم | 2006     | 9             | 3           |
| تصفيات كأس العالم لكرة القدم | 2010     | 13            | 5           |
| تصفيات كأس العالم لكرة القدم | 2014     | 8             | 4           |
| تصفيات كأس العالم لكرة القدم | المجموع  | 30            | 11          |
| كأس العالم للقارات           | 2009     | 3             | 0           |
| كأس العالم للقارات           | المجموع  | 3             | 0           |
| كأس الأمم الإفريقية          | 2006     | 5             | 2           |
| كأس الأمم الإفريقية          | 2008     | 6             | 4           |
| كأس الأمم الإفريقية          | المجموع  | 11            | 6           |
| تصفيات كأس الأمم الإفريقية   | 2008     | 4             | 2           |
| تصفيات كأس الأمم الإفريقية   | 2012     | 3             | 2           |
| تصفيات كأس الأمم الإفريقية   | 2013     | 1             | 0           |
| تصفيات كأس الأمم الإفريقية   | المجموع  | 8             | 3           |
| الإجمالي                     | الإجمالي | 52            | 20          |

### أهدافه الدولية
هذا سرد لجميع أهدافه الدولية التي أحرزها.
| #   | التاريخ        | الملعب                                               | المنافس                     | الأهداف | النتيجة | البطولة                                    |
| --- | -------------- | ---------------------------------------------------- | --------------------------- | ------- | ------- | ------------------------------------------ |
| 1.  | 31 مارس 2004   | ستاد المقاولون العرب، القاهرة، مصر                   | ترينيداد وتوباغو            | 1–0     | 2–1     | مباراة ودية                                |
| 2.  | 24 مايو 2004   | ستاد الكلية الحربية، القاهرة، مصر                    | زيمبابوي                    | 2–0     | 2–0     | مباراة ودية                                |
| 3.  | 6 يونيو 2004   | ملعب الخرطوم، الخرطوم، السودان                       | السودان                     | 2–0     | 3–0     | تصفيات كأس العالم لكرة القدم 2006          |
| 4.  | 20 يونيو 2004  | ستاد الإسكندرية، الإسكندرية، مصر                     | ساحل العاج                  | 1–1     | 1–2     | تصفيات كأس العالم لكرة القدم 2006          |
| 5.  | 4 يوليو 2004   | ملعب الصداقة، كوتونو، بنين                           | بنين                        | 2–3     | 3–3     | تصفيات كأس العالم لكرة القدم 2006          |
| 6.  | 29 يوليو 2005  | ملعب جنيف، جنيف، سويسرا                              | قطر                         | 1–0     | 5–0     | مباراة ودية                                |
| 7.  | 29 يوليو 2005  | ملعب جنيف، جنيف، سويسرا                              | قطر                         | 4–0     | 5–0     | مباراة ودية                                |
| 8.  | 20 يناير 2006  | ستاد القاهرة الدولي، القاهرة، مصر                    | ليبيا                       | 2–0     | 3–0     | كأس الأمم الإفريقية لكرة القدم 2006        |
| 9.  | 28 يناير 2006  | ستاد القاهرة الدولي، القاهرة، مصر                    | ساحل العاج                  | 2–1     | 3–1     | كأس الأمم الإفريقية لكرة القدم 2006        |
| 10. | 2 سبتمبر 2006  | ستاد القاهرة الدولي، القاهرة، مصر                    | بوروندي                     | 3–0     | 4–1     | تصفيات كأس الأمم الإفريقية لكرة القدم 2008 |
| 11. | 26 يناير 2008  | ملعب بابا يارا، كوماسي، غانا                         | السودان                     | 2–0     | 3–0     | كأس الأمم الإفريقية لكرة القدم 2008        |
| 12. | 26 يناير 2008  | ملعب بابا يارا، كوماسي، غانا                         | السودان                     | 3–0     | 3–0     | كأس الأمم الإفريقية لكرة القدم 2008        |
| 13. | 7 فبراير 2008  | ملعب بابا يارا، كوماسي، غانا                         | ساحل العاج                  | 4–1     | 4–1     | كأس الأمم الإفريقية لكرة القدم 2008        |
| 14. | 10 فبراير 2008 | ملعب أكرا الرياضي، أكرا، غانا                        | الكاميرون                   | 1–0     | 1–0     | نهائي كأس الأمم الإفريقية لكرة القدم 2008  |
| 15. | 7 سبتمبر 2008  | ملعب الشهداء، كينشاسا، الكونغو الديمقراطية           | جمهورية الكونغو الديمقراطية | 1–0     | 1–0     | تصفيات كأس العالم لكرة القدم 2010          |
| 16. | 12 أكتوبر 2008 | ستاد الكلية الحربية، القاهرة، مصر                    | جيبوتي                      | 3–0     | 4–0     | تصفيات كأس العالم لكرة القدم 2010          |
| 17. | 19 نوفمبر 2008 | ستاد القاهرة الدولي، القاهرة، مصر                    | بنين                        | 4–0     | 5–1     | مباراة ودية                                |
| 18. | 19 نوفمبر 2008 | ستاد القاهرة الدولي، القاهرة، مصر                    | بنين                        | 5–0     | 5–1     | مباراة ودية                                |
| 19. | 30 مايو 2009   | مجمع السلطان قابوس الرياضي، مسقط، سلطنة عمان         | عمان                        | 1–0     | 1–0     | مباراة ودية                                |
| 20. | 7 يونيو 2009   | ملعب مصطفى تشاكر، البليدة، الجزائر                   | الجزائر                     | 1–3     | 1–3     | تصفيات كأس العالم لكرة القدم 2010          |
| 21. | 5 يوليو 2009   | ستاد الكلية الحربية، القاهرة، مصر                    | رواندا                      | 1–0     | 3–0     | تصفيات كأس العالم لكرة القدم 2010          |
| 22. | 5 يوليو 2009   | ستاد الكلية الحربية، القاهرة، مصر                    | رواندا                      | 3–0     | 3–0     | تصفيات كأس العالم لكرة القدم 2010          |
| 23. | 2 أكتوبر 2009  | ستاد بتروسبورت، القاهرة، مصر                         | موريشيوس                    | 1–0     | 4–0     | مباراة ودية                                |
| 24. | 2 أكتوبر 2009  | ستاد بتروسبورت، القاهرة، مصر                         | موريشيوس                    | 3–0     | 4–0     | مباراة ودية                                |
| 25. | 11 أغسطس 2010  | ستاد القاهرة الدولي، القاهرة، مصر                    | جمهورية الكونغو الديمقراطية | 3–2     | 6–3     | مباراة ودية                                |
| 26. | 5 يناير 2011   | ستاد المقاولون العرب، القاهرة، مصر                   | تنزانيا                     | 2–0     | 5–1     | دورة حوض النيل 2011                        |
| 27. | 29 مارس 2012   | ملعب الخرطوم، الخرطوم، السودان                       | أوغندا                      | 2–0     | 2–1     | مباراة ودية                                |
| 28. | 12 ابريل 2012  | ملعب آل مكتوم، إمارة دبي، الإمارات                   | نيجيريا                     | 2–1     | 3–2     | مباراة ودية                                |
| 29. | 20 مايو 2012   | استاد المريخ، أم درمان، السودان                      | الكاميرون                   | 2–1     | 2–1     | مباراة ودية                                |
| 30. | 10 يونيو 2012  | ملعب 28 سبتمبر، كوناكري، غينيا                       | غينيا                       | 1–1     | 3–2     | تصفيات كأس العالم لكرة القدم 2014          |
| 31. | 10 يونيو 2012  | ملعب 28 سبتمبر، كوناكري، غينيا                       | غينيا                       | 2–1     | 3–2     | تصفيات كأس العالم لكرة القدم 2014          |
| 32. | 12 أكتوبر 2012 | ملعب محمد بن خالد، الشارقة، الإمارات العربية المتحدة | الكونغو                     | 1–0     | 3–0     | مباراة ودية                                |
| 33. | 12 أكتوبر 2012 | ملعب محمد بن خالد، الشارقة، الإمارات العربية المتحدة | الكونغو                     | 3–0     | 3–0     | مباراة ودية                                |
| 34. | 14 يناير 2013  | ستاد مدينة زايد الرياضية، أبوظبي، الإمارات           | ساحل العاج                  | 1–0     | 2–4     | مباراة ودية                                |
| 35. | 26 مارس 2013   | ملعب برج العرب، القاهرة، مصر                         | زيمبابوي                    | 2–1     | 2–1     | تصفيات كأس العالم لكرة القدم 2014          |
| 36. | 9 يونيو 2013   | ملعب وطني للرياضات (زيمبابوي)، هراري، زيمبابوي       | زيمبابوي                    | 1–0     | 4–2     | تصفيات كأس العالم لكرة القدم 2014          |
| 37. | 10 سبتمبر 2013 | ملعب الجونة، الغردقة، مصر                            | غينيا                       | 2–1     | 4–2     | تصفيات كأس العالم لكرة القدم 2014          |
| 38. | 15 أكتوبر 2013 | ملعب بابا يارا، كوماسي، غانا                         | غانا                        | 1–2     | 1–6     | تصفيات كأس العالم لكرة القدم 2014          |

مع منتخب الأوليمبي
| #  | التاريخ       | الملعب                                | المنافس  | الأهداف | النتيجة | البطولة                        |
| -- | ------------- | ------------------------------------- | -------- | ------- | ------- | ------------------------------ |
| 1. | 26 يوليو 2012 | ملعب الألفية، كارديف، المملكة المتحدة | البرازيل | 1–3     | 2–3     | الألعاب الأولمبية الصيفية 2012 |
| 2. | 1 أغسطس 2012  | هامبدن بارك، غلاسكو، المملكة المتحدة  | بيلاروس  | 3–0     | 3–1     | الألعاب الأولمبية الصيفية 2012 |

## وصلات خارجية
- محمد أبو تريكة على موقع الاتحاد الدولي (مؤرشف)  (الإنجليزية)
- محمد أبو تريكة على موقع الاتحاد الأوربي (الإنجليزية)
- محمد أبو تريكة على موقع قاعدة بيانات كرة القدم.إي يو (الإنجليزية)
- محمد أبو تريكة على موقع ناشيونال فوتبول تيمز (الإنجليزية)
- محمد أبو تريكة على موقع Soccerway.com (الإنجليزية)
- محمد أبو تريكة على موقع أوليمبيديا (الإنجليزية)
- مفسراً تعاطفه مع غزة بكأس إفريقيا، أبو تريكة: قصدت أداء الواجب الديني ولم أهدف للشهرة، الجزيرة نت، 14 فبراير 2008م.